# برج و باروی مفرنقاه
برج و بارو مفرنقاه مربوط به دوره قاجار است و در شهرستان فاروج، بخش مرکزی، دهستان فاروج، ۵۰۰ متری شمال شرق روستای مفرنقاه واقع شده و این اثر در تاریخ ۲۷ بهمن ۱۳۸۷ با شمارهٔ ثبت ۲۴۶۵۳ به‌عنوان یکی از آثار ملی ایران به ثبت رسیده است.